# Hubert Bonneau
Pour les articles homonymes, voir Bonneau.
Hubert Bonneau, né le 18 décembre 1966 à Brest (France), est un militaire français. Général d'armée, il est directeur général de la Gendarmerie nationale française depuis le 31 octobre 2024 . 
Il a notamment commandé le Groupe d'intervention de la Gendarmerie nationale (GIGN), la région de Gendarmerie de Bretagne et la Gendarmerie pour la zone de défense et de sécurité Ouest.

## Biographie
Originaire de Brest, il fait ses études au lycée militaire de la ville, le Lycée Naval. Après deux ans de corniche au Prytanée national militaire de La Flèche (1984-1986), il entre à l’École spéciale militaire de Saint-Cyr en 1986, promotion Général Callies. Il en est diplômé en 1989.
À l'issue de sa formation à l'Académie Militaire de la Gendarmerie Nationale (ex EOGN) de Melun, il commande un peloton à l’escadron de gendarmerie mobile de Luçon, en Vendée en 1990.
En 1991, il devient officier adjoint à l’Escadron parachutiste d'intervention de la Gendarmerie nationale (EPIGN) à Versailles-Satory. Il en prend le commandement en 1995.
En 1998, il prend le commandement de la compagnie de gendarmerie départementale de Papeete en Polynésie française. 
En 2001, il devient instructeur à l’École des officiers de la Gendarmerie nationale à Melun (Seine-et-Marne).
Après son passage à l’École de guerre à Paris, il dirige la section de recherches de la Gendarmerie départementale à Rennes (Ille-et-Vilaine) de 2004 à 2007. 
En 2007, il prend le commandement du groupement de gendarmerie départementale de la Corse-du-Sud.
En 2011, il intègre le Groupe d'intervention de la Gendarmerie nationale (GIGN). Il en prend le commandement le 1er septembre 2014, succédant au général Thierry Orosco. 
Le 7 juillet 2016, il est promu au grade de général de brigade, avec prise d'effet au 1er août 2016
Le 3 avril 2017, il est nommé directeur de la sécurité diplomatique du Ministère de l'Europe et des Affaires étrangères. Il est nommé général de division le 1er février 2019.
Le 3 avril 2020, il est nommé directeur des opérations et de l'emploi de la Gendarmerie nationale. Il est élevé aux rang et appellation de général de corps d'armée à la même date. 
Le 1er septembre 2022, il est nommé commandant de la région de gendarmerie de Bretagne, et commandant de la gendarmerie pour la zone de défense et de sécurité Ouest.
Par décision du Conseil des ministres du 31 octobre 2024, il est nommé Directeur général de la gendarmerie nationale (DGGN) avec prise de fonction le lundi 4 novembre 2024, date à laquelle il sera également élevé au rang et appellation de général d’armée.

## Décorations
|  |  |  |
|  |  |  |
|  |  |  |

Intitulés
- Commandeur de la Légion d'honneur (2023), Officier en 2017[12], Chevalier en 2007[13].
- Commandeur de l'Ordre national du Mérite (2020), Officier en 2014[14], Chevalier en 2002[15].
- Médaille de la Gendarmerie nationale avec étoile d'argent (2015)
- Médaille d'Outre-Mer
- Médaille de la Défense nationale (échelon argent)
- Médaille de la sécurité intérieure (échelon or)
- Médaille de la sécurité intérieure (échelon or, avec agrafe « 80e anniversaire du Débarquement »)[16]
- Médaille d'honneur pour acte de courage et de dévouement (échelon vermeil)

## Polémique après la crise du Bataclan
Quelques mois après l'attentat du Bataclan, alors qu'il dirige le GIGN, il est l'objet d'une critique lorsque des membres de l'unité font remonter à leur hiérarchie trois lettres anonymes dénonçant la non-participation du GIGN à l'assaut (qui se situait dans la zone de compétence de la Police nationale et qui a donc été traitée par la BRI-PP et le RAID). L'affaire est citée dans la presse créant ainsi une polémique publique. La direction de la Gendarmerie nationale réagit en affirmant publiquement « toute sa confiance » au colonel, de même que l'ensemble des chefs et des représentants des sous-officiers du GIGN qui publient une lettre collective de soutien à leur chef. La presse souligne également que, contrairement à ces lettres anonymes, le rapport de l'Assemblée nationale sur l'attentat du Bataclan, n'émet aucune critique sur la mise en réserve du groupe pendant cette soirée, certains commentateurs semblant de plus considérer que l'affaire est surtout un règlement de comptes ,.

## Sources et liens externes
Le résumé biographique contenu dans cet article est basé sur un reportage publié par le magazine web les nouvelles.fr (voir lien ci-dessous).
- Interview et biographie express dans le magazine les nouvelles.fr
- Le GIGN mis à l’honneur lors du défilé du 14 juillet
- https://lessor.org/vie-des-personnels/commandant-gign-promu-general/ (Consulté le 17 avril 2019)